# Koncentrisk grupp
Koncentrisk grupp (tyska: Konzentrische Gruppe) är en målning av Oskar Schlemmer från 1925.

## Målningen
Koncentrisk grupp är baserad på en skiss med måtten 45,2 x 34,3 centimeter från 1921.
Oskar Schlemmer var influerad av kubismen. Han skisserade redan 1922 en lustig och färgglad docka, och gjorde fortsättningsvis under livet mänskliga figurer, vilka likt dockor rör sig inom ett givet utrymme. Detta går igen inte bara i Schlemmers målningar, utan också i hans skulpturer och i hans koreografi.

## Proveniens
Målningen, som då ägdes av Nationalgalerie Berlin, betecknades 1937 "Entartete Kunst", rensades ut från Nationalgaleries samlingar och var därefter i privat ägo. Den har sedan 1950 funnits på Staatsgalerie Stuttgart i Stuttgart.

## Frimärke

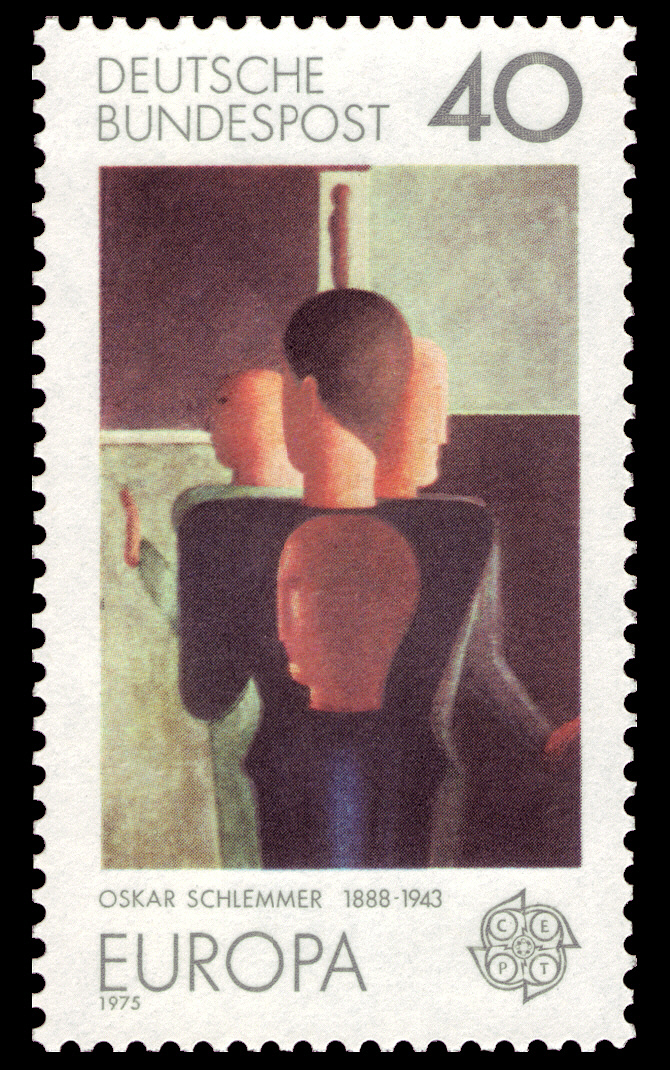
Ur frimärkserien Europa 1975

Målningen användes 1975 som förlaga för ett frimärke, som utgavs av Deutsche Bundespost vid dess 40-årsjubileum.